# Vezišće
 Vezišće  falu Horvátországban Zágráb megyében. Közigazgatásilag Križhez tartozik.

## Fekvése
Zágrábtól 48 km-re délkeletre, községközpontjától  5 km-re délre, az A3-as autópálya mellett, a Csázma jobb partján fekszik.

## Története
1857-ben 286, 1910-ben 344 lakosa volt. Trianon előtt Belovár-Kőrös vármegye Križi járásához tartozott. A településnek 2001-ben 280 lakosa volt.

## Lakosság
| Lakosság változása | Lakosság változása | Lakosság változása | Lakosság változása | Lakosság változása | Lakosság változása | Lakosság változása | Lakosság változása | Lakosság változása | Lakosság változása | Lakosság változása | Lakosság változása | Lakosság változása | Lakosság változása | Lakosság változása |
| ------------------ | ------------------ | ------------------ | ------------------ | ------------------ | ------------------ | ------------------ | ------------------ | ------------------ | ------------------ | ------------------ | ------------------ | ------------------ | ------------------ | ------------------ |
| 1857               | 1869               | 1880               | 1890               | 1900               | 1910               | 1921               | 1931               | 1948               | 1953               | 1961               | 1971               | 1981               | 1991               | 2001               |
| 286                | 257                | 248                | 246                | 277                | 344                | 365                | 460                | 461                | 461                | 476                | 445                | 398                | 318                | 280                |

## Nevezetességei
A település népi építészetéről, fából épített házairól nevezetes. Védett épület a 84. szám alatti népi építésű lakóház, mely a főút mentén, egy hosszú telken, sík terepen található. Az udvaron hagyományos épületek: magtár, istálló, pajta, kukoricagóré, csirkeól disznóól és kút találhatók. A ház az idők során erősen felértékelődött, mivel szerkezeti és építészeti adottságai az építésétől fogva változatlanok. Az épületek a 19. század végének és a 20. század elejének jellegzetességeit viselik, melyek a monoszlói régióra jellemzőek. A házban díszes tornác, gerinc gerendáján az építés dátumával, eredeti ácsmunkák és tégla kályha található. Ez a kis komplexum egy száz évvel ezelőtt élt nagycsalád életvitelét szemlélteti.

## Híres emberek
Itt született 1863. december 19-én Milka Trnina minden idők leghíresebb horvát operaénekesnője.